# Yumen
Yumen (chinois simplifié : 玉门 ; pinyin : yùmén ; cantonais Yale : 玉門) est une ville de la province du Gansu en Chine. C'est une ville-district placée sous la juridiction de la ville-préfecture de Jiuquan. Elle est située non loin de l'extrémité occidentale de la Grande Muraille.

## Histoire

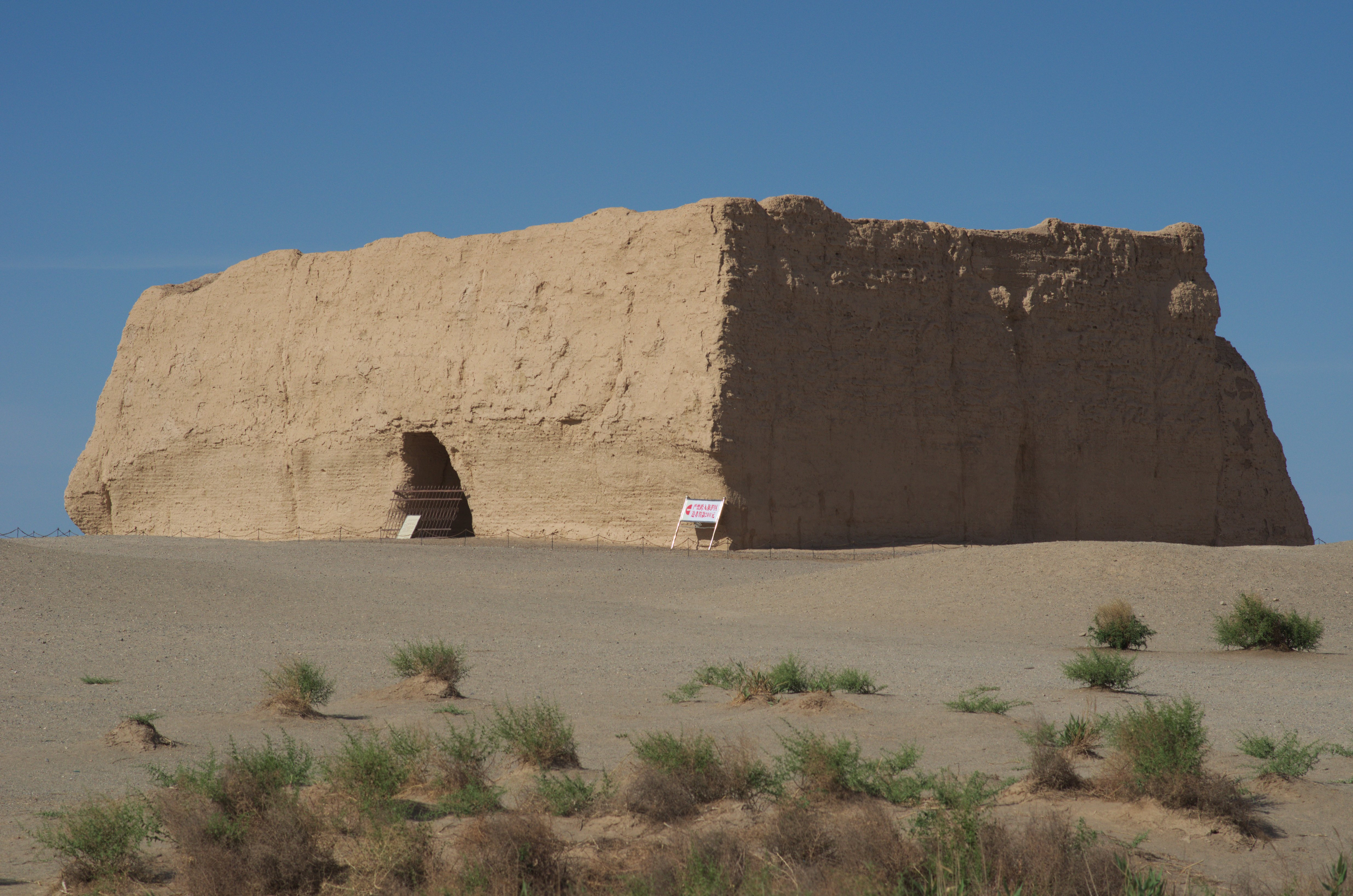
Passage Yumen, dernière porte de la Route de la soie en Chine

Yumen était la dernière porte de la Route de la Soie en Chine, jusqu'au VIIIe siècle, lors des conquêtes du Xiyu par Tang Taizong, de la Dynastie Tang.

## Démographie
La population du district était de 199 811 habitants en 1999.

## Santé publique
En 2014, un risque épidémique de peste bubonique, dite aussi « peste noire », est jugulé dans la ville, après la mort d'un homme ayant découpé une marmotte pour nourrir son chien, qui mourut juste avant son maître, ce qui entraîna la mise en quarantaine de 151 personnes et la fermeture de la ville le 18 juillet 2014,.